# Vaza
Vaza (njemački: Vase, latinski: vas) ukrasna je posuda koja ima nepokrivenu gornju stranicu. U vazu se stavlja rezano cvijeće koje popunjava unutrašnjost. Vaze se izrađuju u različitim oblicima od mnogobrojnih materijala, kao što su: porculan, metali, keramika, staklo, itd. Vaze se često ukrašavaju uzorcima najrazličitijih motiva.

## Izgled
Vaza se sastoji od nekoliko dijelova, donji dio stvara ravno dno koje omogućava vazi stajanje na ravnoj podlozi, drugi dio stvara ili valjak ili slični dio u obliku deformirane kugle koji je namijenjen da se u tom dijelu sipa tekućina, u pravcu grla vaze, promjer se smanjuje, odnosno sužava, dok neki oblici nemaju grlo. Krajevi kojim vaza završava mogu biti valoviti, ali i različito profilirani valoviti i sl.

## Ming vaze
Vaze nastale tijekom dinastije Ming smatraju se veoma rijetkim i vrijednim. Keramika je uglavnom plave i bijele boje. Ming vaze mogu biti u obliku urne ili čak ptice. Neglazirani prsten u crveno-smeđom prstenu na dnu ili u osnovi vaze znak je prepoznavanja originalnih Ming vaza.

## Grčka keramika
Drevna grčka keramika obilježena je naprednim slikama. Do 8. stoljeća pr. Kr., figure čovjeka bile su naslikane na zagrobnim vazama. Atičke vaze obojene su u crnim i crvenim tonovima i na njima su nacrtani likovi iz grčke mitologije, poput Herakla. Grčka keramika često prikazuje priče kroz crteže naslikane na vazama. Na većini Grčkih vaza postoje i drške na sredini.

### Oblici starogrčih vaza
- Amfora
- Hidrija
- Krater
- Lekit
- Oinohoa

## Vanjske poveznice
- Vase, Encyclopædia Britannica